# QuEChERS
La technique QuEChERS est une approche simplifiée qui permet aux chimistes analystes d'examiner facilement et pour pas cher des résidus de plusieurs pesticides dans les aliments tels que les fruits, les légumes, les céréales et leurs dérivés,. Elle a été nommée en fonction des avantages qu’elle apporte : rapide, facile, abordable, efficace, robuste et sécuritaire (Quick, Easy, Cheap, Efficient, Rugged and Safe). 
En raison de sa grande simplicité, cette technique laisse place à peu d’erreurs de manipulation. C’est donc pourquoi elle permet d’obtenir des rendements élevés et des analyses précises.
Un exemple démontrant l’ampleur des points positifs de cette technique est qu’un analyste peut préparer huit échantillons en quarante-cinq minutes en utilisant des matériaux coutant moins de 5 $.

## But
Le but de cette technique n’est pas simplement de réduire les coûts liés à la séparation des pesticides, mais aussi de réduire la main-d’œuvre nécessaire à l’exécution des manipulations, de réduire les déchets générés durant les manipulations, d’augmenter le rendement de l’extraction tout en réduisant les matériaux et l’espace nécessaire durant le processus. C’est une technique qui est surtout utilisée pour analyser la présence et la concentration des pesticides dans la nourriture.

## Histoire
Le chercheur Michelangelo Anastassiades a développé cette technique en 2001-2002 lors de son post-doctorat au sein du groupe de recherche de Steven Lehotay pour l’USDA/ARS-ERRC (United States Department of Agriculture/Agricultural Research Service-Eastern Regional Research Center) à Wyndmoor en Pennsylvanie. Au départ, cette méthode a été développée pour l’analyse de médicaments vétérinaires dans les tissus animaux. C’est par après que le potentiel de la technique a été exploité.  
La technique de séparation pour les résidus de pesticides a été présentée en juin 2002 à l’EPRW (European Pesticide Residues Workshop). La première publication détaillée de la méthode fut publiée en 2003.
Dès 2002, plusieurs laboratoires ont commencé à utiliser cette méthode pour les analyses routinières des pesticides contenus dans les fruits et les légumes. 
La méthode a été améliorée plus tard pour élargir la portée des analyses. L’introduction de sels tampons ont permis l’analyse d’analytes dépendant du pH. Aussi, un tampon d’acétate a été ajouté à la méthode originale pour obtenir un pH de 6 pour tous les échantillons analysés. Cela permet de minimiser la dégradation de composés susceptibles, comme les pesticides labiles dans des conditions basiques ou acides, et augmenter la variété de matrices pouvant être analysées. La méthode officielle est obtenue en 2007. 
Une des nouvelles modifications apportées par la suite est le tampon au sel de citrate qui permet l’analyse de divers produits contenant des pesticides difficiles à analyser. Cette nouvelle amélioration à la technique a donné lieu à une nouvelle norme Européenne en 2008.
Finalement, beaucoup de laboratoires au travers le monde ont validé la méthode QuEChERS. Beaucoup de données ont pu être recueillies et une base de données de références a été mise sur pied. Cette base de données est accessible par internet avec un accès et contient plus de 120 000 entrées spécifiques concernant le sujet et 650 pesticides et métabolites analysées.
Actuellement, les recherches sur la méthode QuEChERS visent à élargir les applications analytiques de la méthode pour analyser divers composés tels que les contaminants naturels, les médicaments vétérinaires et les mycotoxines.

## Principe de base
Le principe de base consiste à centrifuger un échantillon contenant la matrice (fruits, légumes, céréales, tabac, etc.) et l’analyte (pesticides) avec des réactifs variés selon le besoin.
Types de réactifs utilisés :
- Acétonitrile
- NaCl
- Citrate de disodium
- Citrate de trisodium
- NaOH 5 N
- Bondesil-PSA (primary secondary amine – amine secondaire primaire) 40 mm (adsorbant)
  - Sorbant utilisé en SPE qui est utile pour éliminer le plus d’interférences entre la matrice et l’analyte.  Peut être utilisé seul ou avec du graphite de carbone. A démontré sa grande efficacité pour les lavages pour l’analyse de pesticides dans des matrices de fruits et légumes.
- GCB-sorbent (noir de carbone graphité)
  - Sorbant utilisé pour l’élimination des substances colorantes comme les pigments en SPE[3]
- MgSO4 anhydre (grains et poudre fine)
- Acide formique à 5 % dans l’acétonitrile
- Étalons de pesticides
- Étalon interne et étalon de contrôle de qualité

Types de matrices et d’analytes généralement analysés : 
| Matrices | Analytes    |
| Céréales | Pesticides  |
| Fruits   | Médicaments |
| Légumes  |             |
| Miel     |             |
| Épices   |             |
| Tabac    |             |

## Protocole
Voici un protocole proposé pour la méthode QuEChERS, :
1. Liquéfier la matrice.
2. Peser 10 g d’échantillon dans un tube à centrifuger de 50 mL, noter la masse.
3. Ajouter 10 mL d’acétonitrile et l’étalon interne (100 µL de solution étalon interne ou de standard de contrôle de qualité). L’étalon interne est ajouté comme référence pour vérifier la précision des procédés d’extraction utilisés. Les étalons internes dépendent des composés analysés. Il est recommandé d’utiliser plusieurs étalons internes pour être en mesure de voir si des erreurs sont produites lors des autres manipulations.
4. Agiter vigoureusement pendant 1 min.
5. Ajouter du NaCl (1g), du MgSO4 (4 g) et des sels tampons pour la phase de séparation et de l’ajustement du pH (1 g de Na3Citrate et 0,5 g de Na2HCitrate).
  1. Pour les matrices qui sont très acides (limes, citrons), ajouter 600 µL de NaOH 5 N.
6. Agiter intensivement pendant 1 min et centrifuger pendant 5 min à 3 000 tr/min. (On obtient ici l’extraction du produit brut)
7. Prélever un échantillon de la phase organique supérieure et la traiter selon le type d’échantillon à séparer. Effectuer une SPE (extraction sur phase solide). Une SPE est une extraction des analytes présents dans une phase liquide par sorption sur des particules à base de silice ou de polymères souvent fonctionnalisés. La SPE est une technique préparatoire qui permet d’éliminer des interférences et des impuretés avant l’analyse pour éviter qu’elles nuisent à l’analyse ou aux instrumentations. Cette technique préparatoire permet de préconcentrer l’échantillon et de mieux conserver l’échantillon pour éviter sa dégradation. Cette étape préalable peut se faire en phase normale, inverse ou échangeur d’ions. Cette technique se fait en quatre étapes très simples[5] :
  1. Préparation du sorbant (activation de la surface qui sépare les analytes)
  2. Chargement de l’échantillon
    1. Par pression négative
    2. Par pression positive
8. Rinçage de la phase solide (élimination des parties de la matrice moins bien retenues).
9. Élution des analytes

Tableau 1 : Options de lavages selon les types de composés à enlever. 
| Type de composé qu’on souhaite enlever de l’échantillon                                                   | Traitements de lavage |
| Lipides Cires Sucres Toutes autres matrices co-extractives avec une faible solubilité dans l’acétonitrile | Refroidissement au congélateur dans un tube à centrifugation jusqu’à ce que la majeure partie de gras/cire précipite |
| Plupart des échantillons                                                                                  | Ajouter 25 mg/mL d’échantillon de PSA Ajouter du MgSO4 (150 mg/mL d’échantillon) comme sorbant pour éliminer l’eau et les extractibles indésirables Agiter vigoureusement 30 s |
| Lipides seulement (Habituellement pour des échantillons contenant 50 mg et plus de lipides)               | Ajouter 25 mg/mL d’échantillon d’ODS-sorbant (sorbant utilisé en SPE constitué de liaisons de silice semblable au C18, C8, SCX, SAX et diol) Ajouter 25 mg/mL d’échantillon de PSA Ajouter du MgSO4 anhydre (150 mg/mL d’échantillon) comme sorbant pour éliminer l’eau et les extractibles indésirables Agiter vigoureusement 30 s     |
| Chlorophylle Caroténoïdes                                                                                 | Ajouter 25 mg/mL d’échantillon de PSA Ajouter 150 mg/mL d’échantillon de mélange GCB. i. Mélange 1 pour les carottes ou pour les variétés de laitue (sauf la laitue iceberg) ii. Mélange 2 pour les cultures contenant beaucoup de pigmentation (poivron rouge, épinard, roquette, feuille de vignes, etc.) Agiter vigoureusement 2 min |

8. Centrifuger pendant 5 min à 3 000 tr/min. (On obtient ici l’extraction du produit final)
9. L’extrait final est prêt à être analysé par chromatographie en phase gazeuse ou par HPCL (chromatographie en phase liquide à haute performance). Il peut être nécessaire d’acidifier le produit avec 10 mL d’acide formique à 5 % dans l’acétonitrile par millilitre d’extrait obtenu.
La chromatographie en phase gazeuse est préférable pour les produits qui ont une température d’ébullition plus faible tandis que la chromatographie en phase liquide à haute performance peut être utilisée pour une très grande gamme d’analytes.
Procédé schématisé:

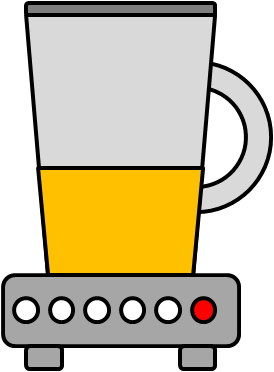
1. Liquéfier la matrice
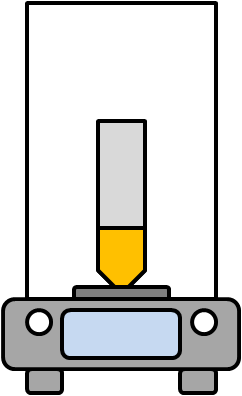
2. Peser 10 g d'échantillon
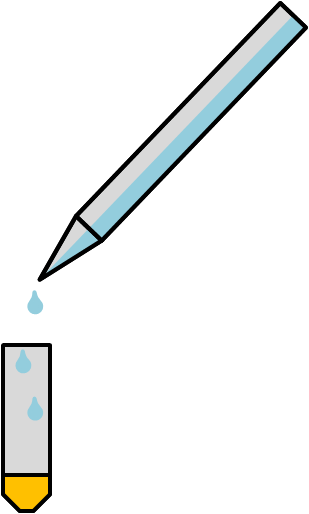
3. Ajouter 10 mL d'acétonitrile et l'étalon interne
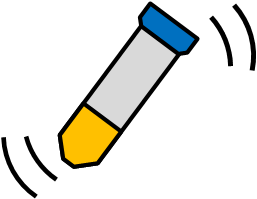
4. Agiter vigoureusement
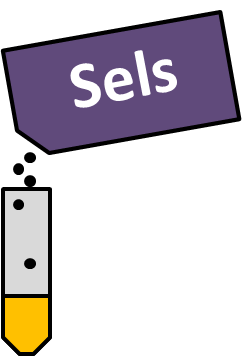
5. Ajouter du NaCl, du MgSO4 et des sels tampons
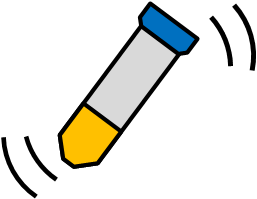
6. Agiter intensivement
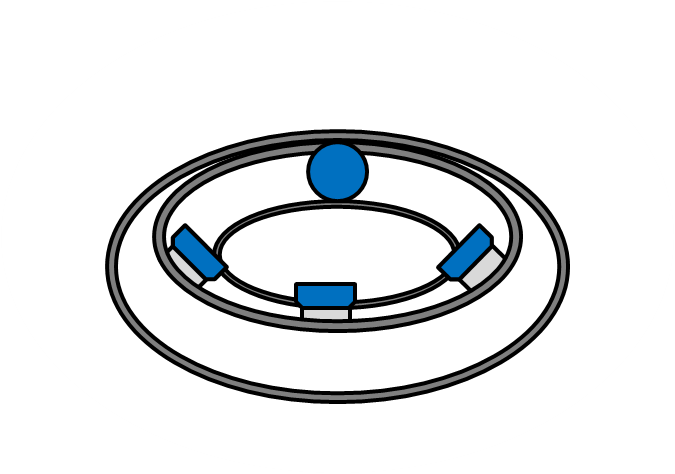
7. Centrifuger (on obtient ici l'extraction du produit brut.)
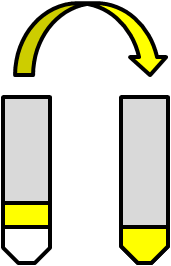
8. Prélever un échantillon de la phase organique supérieure
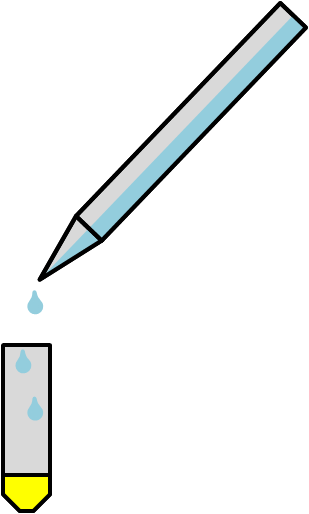
9. Traiter selon le type d'échantillon à séparer (voir tableau 1 ci-haut)
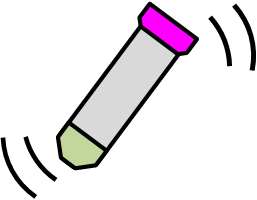
10. Agiter vigoureusement
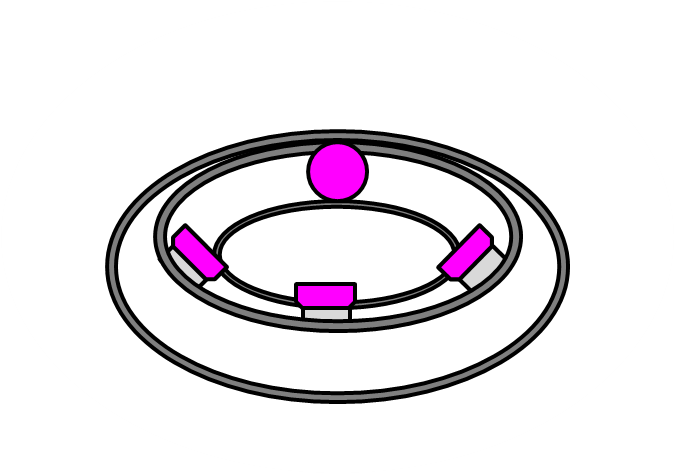
11. Centrifuger (on obtient ici l'extraction du produit final.)
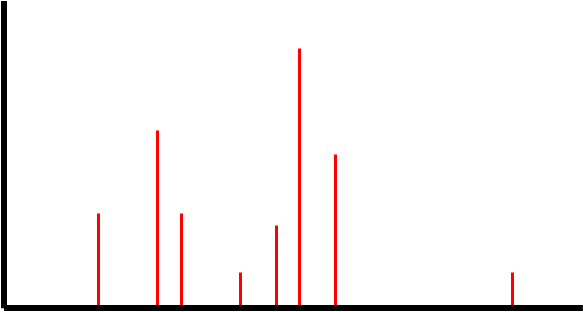
12. L'extrait final est prêt à être analysé.

## Matériel et montage
Le matériel nécessaire à la méthode QuEChERS est simple et abordable. Voici une liste du matériel tirée du protocole présenté :
- centrifugeuse pour des tubes de 50 mL et 10 mL ;
- vortex (optionnel, pour agiter vigoureusement) ;
- malaxeur (mixeur) ;
- balance ;
- tubes à centrifuger en Téflon ou jetables ;
- pèse-tare en plastique pour l’ajout des sels préalablement pesés ;
- cylindre de 10 mL pour l’acétonitrile ;
- pipettes automatiques ;
- instruments d’analyse (GC ou HPCL).

Il n’y a pas de montage spécifique à préparer pour cette méthode puisque ce sont des outils et instruments communs en laboratoire qui sont utilisés de façon indépendante.

## Avantages et inconvénients
La méthode QuEChERS propose plusieurs avantages. Elle est rapide, facile, abordable (c'est-à-dire peu coûteuse au niveau des matériaux et des réactifs utilisés), efficace (c'est-à-dire qu'elle a un bon rendement de produit final), robuste, (c'est-à-dire qu'elle ne nécessite pas de minutie), sécuritaire et polyvalente. Toutefois, elle présente l'inconvénient que plusieurs modifications doivent être apportées à la technique selon le type de matrice ou d’analyte qui est analysé (ce qui peut mener à différentes erreurs si on ne connait pas exactement le composé analysé).

## Limitations
La technique n’est pas universelle à toutes les matrices. Par exemple, il faut faire des modifications spécifiques au protocole de la méthode QuEChERS pour analyser les pesticides présents dans les avocats, l’huile végétale ou le thé noir. De plus, il faut modifier la méthode selon le type de pesticide analysé afin de garder l’analyte le plus stable possible pour éviter d’en perdre.
QuEChERS est une méthode qui a été facilement acceptée et adoptée par de nombreux analystes de résidus de pesticides du domaine alimentaire. Il a été démontré que c’est une méthode qui permet d’obtenir des résultats de qualité par les laboratoires de référence de l’Union Européenne pour les fruits et légumes (EURL-FV). Ils ont même utilisé cette technique pour analyser des pesticides dans des matrices d’origines animales.
Aujourd’hui, plusieurs compagnies proposent des ensembles pour faciliter l’acquisition de tout le matériel et réactifs nécessaires à la méthode QuEChERS,,.